# حامه (استان سطیف)
حامه (به عربی: الحامة) یک شهرداری در الجزایر است که در استان سطیف واقع شده‌است.